# Ludwig Kronthaler
Ludwig Kronthaler (* 28. Juni 1957 in Donauwörth) ist ein deutscher Jurist und Wissenschaftsmanager. Von Oktober 2010 bis Januar 2017 war er Generalsekretär der Max-Planck-Gesellschaft. Von Februar 2017 bis September 2022 fungierte er als Vizepräsident für Haushalt, Personal und Technik der Humboldt-Universität zu Berlin.

## Leben
Nach dem Realschulabschluss absolvierte Kronthaler zunächst eine Ausbildung im mittleren Dienst der bayerischen Finanzverwaltung. Nach dem Abitur studierte er von 1981 bis 1988 Rechtswissenschaft an der Universität Augsburg. Nach dem zweiten Staatsexamen arbeitete er als Regierungsrat am Finanzamt Augsburg und von 1989 bis 1993 im bayerischen Finanzministerium. Er promovierte im Jahr 1991 an der Universität Augsburg und war als Leiter der Finanzamtsaußenstelle im Finanzamt Donauwörth, später als Finanzreferent im Bayerischen Staatsministerium für Bundes- und Europaangelegenheiten in Bonn tätig.
Von 1997 bis zu seiner Berufung an den Bundesfinanzhof 2005 war er Kanzler der TU München. In dieser Funktion war er maßgeblich am Reformwerk der TU München beteiligt, deren Kern eine moderne Verfassung mit einer neuartigen unternehmerischen Grundstruktur ist. Außerdem war er an der Einrichtung von sog. Bildungsfonds, einer neuen Art von Studienbeiträgen an der TU München beteiligt.
Kronthaler war von 2005 bis 2010 Richter am Bundesfinanzhof. Von April 2007 bis September 2010 war am Bundesfinanzhof beurlaubt, um die Position des Direktors für Ressourcenmanagement bei der Europäischen Raumfahrtagentur (ESA) in Paris zu übernehmen.
Von Oktober 2010 bis Januar 2017 war Kronthaler Generalsekretär der Max-Planck-Gesellschaft.
Im November 2016 wurde Kronthaler zum Vizepräsidenten für Haushalt, Personal und Technik der Humboldt-Universität zu Berlin gewählt, das Amt trat er im Februar 2017 an.
Im April 2022 erklärte er den Rücktritt von seinem Amt des Vizepräsidenten für Haushalt, Personal und Technik zum 30. September 2022. Als Grund für seinen Rücktritt nannte Kronthaler die Novelle des Berliner Hochschulgesetzes vom September 2021, an deren Umsetzung er sich nicht beteiligen wolle.
Die CDU Berlin benannte Kronthaler zu den Koalitionsverhandlungen mit der SPD nach der Wiederholungswahl zum Abgeordnetenhaus von Berlin 2023 als einen ihrer Verhandler im Bereich Wissenschaft und Forschung.

## Veröffentlichungen
- Landgut, Ertragswert und Bewertung im bürgerlichen Recht (1991)
- Ludwig Kronthaler (Bearb.), Jahressteuergesetz 1997 : mit Umsatzsteuer-Änderungsgesetz 1997 ; Gesetze, Begründungen, Materialien, Einführung (1997)
- Gerhard Ecker, Ludwig Kronthaler (Hrsg.), Kommunalabgaben in Thüringen
- Gestaltungsmöglichkeiten und Grenzen bei der Einführung von Studienbeiträgen. Verfassungsrechtlicher Rahmen und einfach-rechtliche Spielräume, Wissenschaftsrecht (WissR), Mohr (Tübingen), Bd. 39 (2007), S. 276–309 (Online-Fassung bei der Uni Oldenburg; PDF; 213 kB)